# Hard to Say I'm Sorry
Hard to Say I'm Sorry è un singolo del gruppo musicale statunitense Chicago, pubblicato nel 1982 come estratto dall'album Chicago 16.

## Descrizione
Autori della title track sono Peter Cetera, David Foster e Robert Lamm.
Il singolo, prodotto da David Foster, raggiunse la prima posizione in vari Paesi, tra cui gli Stati Uniti, la Svizzera e l'Italia e il quarto posto nel Regno Unito. 
La versione dell'album è più lunga rispetto a quella del singolo, in quanto vede l'aggiunta in "coda" al brano del pezzo Get Away.
Il brano partecipò anche al Festivalbar 1982.

## Testo e significato
it's hard for me to say I'm sorry

I just want you to know»
(Hard to Say I'm Sorry, 1982)
Il testo parla di una coppia che sente il bisogno di concedersi una pausa di riflessione e uno dei due ha evidentemente qualcosa da farsi perdonare.
Nella canzone il protagonista cerca disperatamente di mantenere in piedi una relazione che sta per concludersi. Ammette di aver sbagliato ma gli viene difficile chiedere scusa, quindi promette di rimediare alla sua sconsideratezza e gioca la carta "ne abbiamo passate così tante" e dopo ciò che è stato detto e fatto tu sei una parte di me e non posso rinunciare a te (You're just a part of me, I can't let go).

## Tracce

### Versione 1
1. Hard to Say I'm Sorry (Peter Cetera-David Foster) 3:43
2. Sonny Think Twice (Bill Champlin-Danny Seraphine) 4:00

### Versione 2
1. Hard to Say I'm Sorry (Peter Cetera-David Foster) 3:43
2. Love Me Tomorrow

## Formazione
- Peter Cetera – voce
- David Foster – pianoforte, Minimoog bass
- Steve Lukather – chitarra
- David Paich – sintetizzatori
- Steve Porcaro – sintetizzatori, programmazione
- Danny Seraphine – batteria

## Classifiche
| Classifica (1982/83)              | Posizione massima | Nr. di settimane |
| --------------------------------- | ----------------- | ---------------- |
| U.S. Billboard Hot 100            | 1                 |                  |
| U.S. Billboard Adult Contemporary | 1                 |                  |
| Austria                           | 5                 | 16               |
| Canada                            | 1                 |                  |
| Irlanda                           | 1                 |                  |
| Germania                          | 6                 | 27               |
| Italia                            | 1                 |                  |
| Nuova Zelanda                     | 13                | 18               |
| Paesi Bassi                       | 22                |                  |
| Regno Unito                       | 4                 | [ 4 ]            |
| Svizzera                          | 1                 | 12               |

## Altri utilizzi
- La canzone è inserita nel film Summer Lovers (1982) di Randal Kleiser con Peter Gallagher e Daryl Hannah[4]
- Il brano è stato inserito nel film Jerry Maguire (1996) di Cameron Crowe con Tom Cruise, Cuba Gooding Jr. e Renée Zellweger.
- Hard to Say I'm Sorry è una delle canzoni degli anni ottanta inserite nel nono episodio della seconda stagione della serie televisiva Last Cop - L'ultimo sbirro (Der letzte Bulle), episodio intitolato L'arte di impicciarsi (titolo originale: Mord auf Seite 1)[7]

## Cover
Del brano sono state fatte anche diverse cover. Tra i vari artisti che hanno eseguito una cover di Hard to Say I'm Sorry, figurano, tra gli altri (in ordine alfabetico):
- Aquagen
- Az Yet
- Celtic Thunder
- Cídia e Dan
- The Countdown Singers
- Drew's Famous
- E-Ject
- Intrigue
- Barry Manilow
- Fausto Papetti (nell'album My One and Only Love, 1982)
- Marcelo Resende
- Roger Robin
- Saw Loser
- Luca Sepe (nell'album E il vento farà il resto del 1998)
- The One Handed Backhand Boys (Roger Federer, Tommy Haas & Grigor Dimitrov)
- The Starlight Orchestra
- Starsound Orchestra
- Jan Vayne